# New Hamanasu
Die New Hamanasu war ein 1987 in Dienst gestelltes Fährschiff der japanischen Reederei Shin Nihonkai Ferry. Sie wurde bis 2002 auf der Strecke von Otaru nach Niigata und anschließend bis 2015 als Utopia zwischen Shimonoseki und  Qingdao eingesetzt. Danach wechselte das Schiff noch zweimal den Eigentümer, ehe es 2018 zum Abbruch ins indische Alang ging.

## Geschichte
Die New Hamanasu entstand unter der Baunummer 2947 in der Werft von Ishikawajima-Harima Heavy Industries in Aioi und lief am 11. November 1986 vom Stapel. Nach der Ablieferung an Shin Nihonkai Ferry am 20. März 1987 nahm das Schiff im selben Monat den Fährbetrieb zwischen Otaru und Niigata auf. Das Schwesterschiff New Shirayuri folgte im Monat darauf.
Nach 15 Jahren im Fährdienst auf derselben Strecke wurde die New Hamanasu im September 2002 an die Utopia Lines verkauft und in Utopia umbenannt. Das ab Dezember 2002 von Orient Ferry bereederte Schiff stand fortan zwischen Shimonoseki und Qingdao im Einsatz, 2006 lief es kurzzeitig auch Taicang an. Am 26. Dezember 2015 wurde der Dienst zwischen Shimonoseki und Tsingtao eingestellt und die Utopia aufgelegt. 2016 stand sie abermals kurzzeitig für Orient Ferry im Einsatz.
Im Mai 2017 ging die Fähre als Opia an Jagat Zamrud Khatulistiwa mit Sitz in Palau und kam im August desselben Jahres als RoRo Prayasti unter indonesischer Flagge in Fahrt. Am 23. März 2018 wurde das Schiff zum Abbruch nach Alang verkauft, wo es im April 2018 eintraf.